# Anton Krassovski
Pour les articles homonymes, voir Krassovski.
Anton Viatcheslavovitch Krassovski (en russe : Антóн Вячеслáвович Красóвский), né le 18 juillet 1975 à Podolsk, dans l'oblast de Moscou (URSS), est un journaliste et présentateur russe.

## Biographie
Il termine ses études secondaires en 1992 (école no 633 de Moscou). Il poursuit des études de lettres à partir de 1994 à l'Institut de littérature Maxime-Gorki et suit des cours au séminaire de poésie de Tatiana Bek et de Sergueï Tchouprinine. Il ne termine pas l'institut.
Tout en étant étudiant, il commence à travailler en 1996 à la chaîne de télévision NTV pour l'émission littéraire Книжные новости (« Nouvelles littéraires »). En 1997, il est critique de théâtre pour le journal Вечерняя Москва (« Moscou nocturne »). Il travaille pour Kommersant et pour le portail Internet Yandex, et ensuite chez Independent Media. Il continue ses critiques de théâtre pour la Nezavissimaïa Gazeta et écrit des chroniques culturelles pour l'édition russophone du magazine américain Vogue.
À partir de 2003, il dirige le service des projets spéciaux de l'édition russe du magazine Harper's Bazaar ; en 2005 il est éditeur du magazine Wallpaper, puis dirige pendant deux ans le service média de la compagnie de conseil Pynes & Moerner.
En 2007, Krassovski est rédacteur de l'annuaire « Les 100 meilleurs restaurants de Moscou ».
De 2009 à février 2012, il est rédacteur-en-chef des émissions sur NTV NTVniki et Le Ring musical.

### Renvoi de Kontr TV
Le 3 décembre 2012 marque le début d'une nouvelle petite chaîne de télévision Kontr TV, dirigée par Sergueï Minaïev et Anton Krassovski, ainsi qu'Artak Gasparian (producteur de Comedy Club). Le 11 décembre 2012, le journal Kommersant informe ses lecteurs que la chaîne est financée par l'Institut de recherches socio-économiques et politiques (ИСЭПИ) qui est une émanation directe du Kremlin par le biais de son administration présidentielle et que cet institut est dirigé par Dmitri Badovski.
Le 25 janvier 2013, après la diffusion de l'émission Angry Guyzzz (« Types en colère »), qui traite de la pénalisation de la propagande homosexuelle auprès des mineurs de moins de quinze ans, Krassovski effectue son coming out, c'est-à-dire l'annonce publique de son homosexualité. Il déclare sur la chaîne : « Je suis gay et à ce propos je suis autant un être humain que vous, mes chers téléspectateurs, comme le président Poutine, comme le Premier ministre Medvedev, comme les députés de la Douma ». Quelques heures plus tard, l'adresse courriel et le compte professionnel de Krassovski sont annulés. Il donne volontairement sa démission de la chaîne le 28 janvier suivant déclarant: « Je ne peux plus travailler pour votre chaîne, où je ne signifie plus rien pour vous. » Mais selon les dires de Krassovski, la décision aurait été prise par Sergueï Minaïev.
En mars 2013, Kontr TV interrompt sa diffusion et disparaît. Krassovski déclare en août 2013 qu'il est opposé au boycott des jeux olympiques d'hiver de 2014 à Sotchi de la part de l'Occident : « Si vous boycottez les jeux olympiques en Russie, c'est que vous essayez de boycotter sept millions d'homosexuels en Russie, moi y compris. »

### Parcours politique
Anton Krassovski est le directeur de campagne du candidat d'opposition indépendant Mikhaïl Prokhorov lors de l'élection présidentielle russe de 2012 puis de Ksenia Sobtchak lors de celle de 2018. Il se porte ensuite candidat à la mairie de Moscou à l'occasion des élections municipales de la même année. Il devient ainsi la première personne ouvertement homosexuelle à se présenter à des élections municipales en Russie.
Il apparaît publiquement le 29 mars 2022, dans une vidéo scandale, pendant l'invasion de l'Ukraine par la Russie en 2022, où il exprime : « Je souhaite la mort de tous les Ukrainiens, et je vous promets de détruire leur Constitution. »
Le 24 octobre 2022, pendant une interview de l'écrivain Sergueï Loukianenko sur la chaîne RT, Anton Krassovski appelle à brûler ou noyer des enfants ukrainiens,. Pendant cet interview, Loukianenko rapporte un souvenir de sa première visite en Ukraine dans les années 1980, où des enfants lui avaient dit qu'ils vivraient une vie meilleure si Moscou n'occupait pas leur pays. Anton Krassovski répond alors avec le sourire : « Ils devraient être noyés dans la rivière Tysyna. Ou alors, vous les mettez dans des huttes en pin et vous les brûlez ». Il tourne également en dérision les viols par les soldats russes en Ukraine : « Ces mamies dépenseraient toutes leurs économies réservées à leurs obsèques pour se faire violer par des soldats russes ». Après ces propos, il est suspendu par RT et présente ses excuses sur les réseaux sociaux.